# Dutch Open 1979
Die Dutch Open 1979 im Badminton fanden am 10. und 11. Februar 1979 in Beverwijk statt.

## Finalergebnisse
| Disziplin    | Sieger                      | Finalist                    | Ergebnis          |
| ------------ | --------------------------- | --------------------------- | ----------------- |
| Herreneinzel | Flemming Delfs              | Morten Frost                | 15-6, 3-15, 17-15 |
| Dameneinzel  | Gillian Gilks               | Lene Køppen                 | 12-10, 12-9       |
| Herrendoppel | Derek Talbot Elliot Stuart  | Morten Frost Steen Fladberg | 15-8, 18-17       |
| Damendoppel  | Gillian Gilks Marjan Ridder | Barbara Sutton Jane Webster | 15–12, 15–7       |
| Mixed        | Derek Talbot Gillian Gilks  | David Eddy Barbara Sutton   | 15-8, 15-11       |